# Armazi (mythologie)

Représentation d'Armazi par un artiste moderne.

D'après les chroniques géorgiennes médiévales, Armazi (en géorgien : არმაზი) est la divinité suprême du panthéon pré-chrétien des anciens Géorgiens du Karthli (l'Ibérie des sources classiques).

## Connaissances
La tradition littéraire géorgienne fait hommage au premier roi de Karthli, Pharnabaze Ier (r. 299 - 234 av. J.-C.) (ou (430-370 AEC environ)), pour avoir mis en place l'idole d'Armazi - idole qui aurait été nommée d'après le roi même - sur une montagne de sa capitale et construit une forteresse homonyme. La Vie de Nino, œuvre hagiographique du IXe-Xe siècle, décrit la statue d'Armazi comme un « homme de bronze debout ; attaché à son corps, il y avait un cotte de mailles en or et sur sa tête, un casque fort ; à la place des yeux il avait des émeraudes et des béryls, dans ses mains, il tenait un sabre brillant comme l'éclair tournant d'une main à l'autre ».
Selon la même source, l'évangélisatrice des Géorgiens du IVe siècle, Sainte Nino, assiste à la célébration d'une grand fête dédiée à l'idole, durant laquelle elle la fait brûler par la foudre grâce à ses prières.
Au-delà des annales médiévales géorgiennes et du toponyme Armazi, qui a survécu jusqu'à nos jours, nous manquons de sources contemporaines sur le panthéon païen géorgien. 
Toutefois, le mot armazi lui-même suggère une connexion aux cultures irano-anatoliennes. 
Les spécialistes modernes restent divisés sur l'origine d'Armazi, apparemment connecté au dieu suprême zoroastrien Ahura Mazda (l'Ohrmazd persan, Aramazd arménien).
Les preuves archéologiques contemporaines suggèrent en effet une pénétration du zoroastrianisme dans la Géorgie antique. 
D'un autre côté, l'historien géorgien Guiorgui Melikichvili a avancé une théorie présentant Armazi comme une variante locale d'Arma (en), le dieu de la Lune de la mythologie louvite. 
De manière intéressante, l'académicien Ivane Djavakhichvili avait démontré plus tôt que les anciens Géorgiens vénéraient la Lune comme leur principale divinité, et ce culte a finalement fusionné avec celui, chrétien, de Saint Georges, considéré comme le saint patron de la Géorgie depuis le Moyen Âge. 
Ainsi, Armazi aurait pu être une divinité syncrétique combinant des éléments locaux géorgiens, iraniens et anatoliens.